# Смерть и немного любви
Сме́рть и немно́го любви́ — детективный полицейский роман Александры Марининой, вышедший в 1995 году.

## Сюжет
Анастасия Каменская выходит замуж за профессора математики Алексея Чистякова. Утром ей подбросили конверт с угрожающей запиской. Во время церемонии бракосочетания Анастасии и Алексея в зале торжеств ЗАГСа раздался крик, Каменская обнаружила в уборной труп невесты, застреленной в упор из пистолета, и жениха в состоянии кататонического ступора. Эта пара должна была сочетаться сразу же после Каменской и Чистякова. Вскоре выяснилось, что такие же записки получили ещё несколько женщин, собирающихся замуж, но ни одна из них не подала заявление в милицию.

## Отзывы и критика
Художественный образ Насти Каменской как профессионала ставит примером К. С. Миклошевич в своей статье «Сотрудник органов внутренних дел — государственный служащий»
М. А. Кронгауз в размышлениях о женских детективах пишет: «Заглавия серьёзных детективов, названных выше сентиментальными, выделяются уже по тематическому признаку. В них должны быть помянуты смерть, сон, игра, грех, призраки, маски, вообще всякая мистика (хороши и любимы слова-ужасы: монстр, маньяк и другие) и, возможно, немного любви. Кстати, роман А. Марининой так и называется — Смерть и немного любви.» и отмечает, что в своих поздних романах Маринина отошла от стереотипных названий.
Лингвист Эльвира Герасименко, исследуя заглавия романов Марининой, выделяет категорию «заглавий-загадок, заглавий-намёков, заглавий-символов, заглавий-сообщений», которые возбуждают интерес читателя к роману: «Они не называют читателю конкретных героев и событий, не апеллируют к и х воспоминаниям и чувствам, скорее, они создают интригу, только намекая на возможное содержание».
Александра Леонтьева отмечает сходство писательской техники норвежской писательницы Анны Холт и Александры Марининой «с тем отличием, что вставки написаны от первого лица, и до последнего остается неясным, преступник это говорит или, возможно, одна из жертв»

## Адаптации и переводы
Перевод на шведский язык выполнил Магнус Данберг («Död och lite kärlek». Wahlstrom & Widstrand, 1999.)